# Will Ferry
William Ferry, detto Will (Bury, 7 dicembre 2000), è un calciatore inglese con cittadinanza irlandese, centrocampista del Dundee United.

## Carriera
Cresciuto nei settori giovanili di Bury e Southampton, il 3 agosto 2021 viene ceduto in prestito al Crawley Town, con cui inizia la carriera professionistica. Dopo aver trascorso una stagione da titolare con i Red Devils, il 9 agosto 2022 viene acquistato dal Cheltenham Town, con cui firma un biennale. Il 6 giugno 2024 viene tesserato dal Dundee United, con cui si lega fino al 2027.

## Statistiche

### Presenze e reti nei club
Statistiche aggiornate al 27 luglio 2025.
| Stagione               | Squadra                | Campionato             | Campionato | Campionato | Coppe nazionali | Coppe nazionali | Coppe nazionali | Coppe continentali | Coppe continentali | Coppe continentali | Altre coppe | Altre coppe | Altre coppe | Totale | Totale |
| Stagione               | Squadra                | Comp                   | Pres       | Reti       | Comp            | Pres            | Reti            | Comp               | Pres               | Reti               | Comp        | Pres        | Reti        | Pres   | Reti   |
| ---------------------- | ---------------------- | ---------------------- | ---------- | ---------- | --------------- | --------------- | --------------- | ------------------ | ------------------ | ------------------ | ----------- | ----------- | ----------- | ------ | ------ |
| gen.-giu. 2021         | Southampton            | PL                     | 0          | 0          | FACup+CdL       | 0+0             | 0               | -                  | -                  | -                  | -           | -           | -           | 0      | 0      |
| 2021-2022              | Crawley Town           | FL2                    | 36         | 1          | FACup+CdL       | 1+1             | 0               | -                  | -                  | -                  | EFLT        | 0           | 0           | 38     | 1      |
| 2022-2023              | Cheltenham Town        | FL1                    | 32         | 0          | FACup+CdL       | 0+1             | 0               | -                  | -                  | -                  | EFLT        | 3           | 0           | 36     | 0      |
| 2023-2024              | Cheltenham Town        | FL1                    | 43         | 2          | FACup+CdL       | 1+0             | 0               | -                  | -                  | -                  | EFLT        | 2           | 0           | 46     | 2      |
| Totale Cheltenham Town | Totale Cheltenham Town | Totale Cheltenham Town | 75         | 2          |                 | 2               | 0               |                    | -                  | -                  |             | 5           | 0           | 82     | 2      |
| 2024-2025              | Dundee Utd             | SP                     | 35         | 0          | CS+CdL          | 1+6             | 0               | -                  | -                  | -                  | -           | -           | -           | 42     | 0      |
| 2025-2026              | Dundee Utd             | SP                     | 0          | 0          | CS+CdL          | 0+0             | 0               | UCoL               | 1                  | 0                  | -           | -           | -           | 1      | 0      |
| Totale Dundee United   | Totale Dundee United   | Totale Dundee United   | 35         | 0          |                 | 7               | 0               |                    | 1                  | 0                  |             | -           | -           | 43     | 0      |
| Totale carriera        | Totale carriera        | Totale carriera        | 146        | 3          |                 | 11              | 0               |                    | 1                  | 0                  |             | 5           | 0           | 163    | 3      |